# Рорбах (Рейн-Гунсрюк)
Рорбах (нім. Rohrbach) — громада в Німеччині, розташована в землі Рейнланд-Пфальц. Входить до складу району Рейн-Гунсрюк. Складова частина об'єднання громад Кірхберг.
Площа — 3,77 км2. Населення становить 178 ос. (станом на 31 грудня 2020).